# Kamal Ibrahim
Kamal Said Ibrahim (Addis Abeba, 26 luglio 1992) è un calciatore australiano nato in Etiopia, centrocampista della Melbourne Heart.